# 1951 у відеоіграх

## Події
- На виставці «Фестиваль Британії» був представлений комп'ютер Nimrod, єдиним завданням якого була гра в «Нім».

- Інженер Ральф Баер висунув ідею інтерактивного телебачення.

- У листопаді 1951 року доктор Дітріх Принз написав оригінальну шахову програму для комп'ютера Manchester Ferranti.